# Rhaphuma tenerrima
Rhaphuma tenerrima là một loài bọ cánh cứng trong họ Cerambycidae.